# Колинска, Ева
Ева Колинска (24 июля 1940; Чехословакия – 21 апреля 2020) – чехословацкая каноист-спринтер, участвовавшая в соревнованиях в начале 1960-х годов. 

## Биография
На Летних Олимпийских играх 1960 года в Риме в заездах каноэ-двоек на 500 метров в дуэте с Евой Кутовой квалифицировались в финал, в котором они заняли итоговое восьмое место.
Скончалась 21 апреля 2020 года на 80-м году жизни.